# Дело «Латышского национального центра»
Дело «Латышского национального центра» — сфабрикованное в период ежовщины уголовное дело, одна из массовых национальных операций НКВД, организованная наркомом Ежовым в период Большого террора 1937—1938 годов, декларативно направленная против «пятой колонны» в СССР, шпионажа и контрреволюционной деятельности в крупных диаспорах (поляков, немцев, литовцев, эстонцев, финнов, греков, румын, болгар, китайцев, иранцев, афганцев и других).

## Латышская диаспора в СССР
В результате Первой мировой и гражданской войны вне национальной территории оказалось несколько сотен тысяч латышей. С начала формирования органов государственной безопасности (ВЧК) в их рядах оказалось довольно много латышских стрелков и социал-демократов.
М. Тумшис и А. Папчинский указывают, что во время гражданской войны для большей части населения Советской России слово «латыш» ассоциировалось с «чекистом», да и сама ВЧК создавалась при активном участии Я. Х. Петерса, широко привлекавшего в ряды комиссии своих товарищей и земляков, имевших за плечами трудную школу социал-демократического подполья в Прибалтийском крае, опыт конспиративной работы и участия в боевых дружинах 1905—1907 годов.
В 1930-е гг. четверо из 36 высших должностных лиц госбезопасности (11,1 %) было латышами, хотя доля этой национальности в СССР составляла в 1935 году менее 0,13 % (200 тысяч на 158 млн жителей). Такую концентрацию В. Голубев и М. Тумшис объясняют следующими причинами:
1. Принцип «землячества», когда представители одной национальности сплачивались друг возле друга, оказывая «своим» большую лояльность и поддержку;
2. Приверженность латышей коммунистическим идеям, что подтверждается членством многих из них в РСДРП до 1917 г.;
3. Активность в установлении Советской власти;
4. Нескомпрометированность латышских большевиков сотрудничеством с царским правительством;
5. Бегство от Первой мировой войны: нежелание оставаться на территории, подчинённой германской военной администрации.

Вопрос о лояльности западных нацменьшинств после 1933 г. приобрел актуальность из-за опасений советского руководства перед лицом немецкой экспансии и необходимости защиты западных границ СССР, считает немецкий историк Виктор Дённингхаус.

## Первые «дела латышского заговора»
В середине 1920-х годов многие латыши, оказавшиеся в России во время Первой мировой и Гражданской войны, стали обращаться в консульства Латвийской Республики по вопросу репатриации. Например, в поле зрения попала деятельность консульства в Витебске и его главы Г. Пунги, которого советские власти неоднократно предупреждали и обвиняли в создании антисоветских и шпионских обществ. В этот период в Витебской области латышским колонистам принадлежало множество зажиточных хозяйств, которые стали объектом борьбы с кулачеством. На 1925 год в области проживало около 12,5 тысяч латышей. Попытки консула Пунги помочь им послужили основой «дела латышского заговора на Смоленщине», по которому были арестованы и осуждены 112 человек, из которых 60 были латыши. В обвинительном заключении от 28 мая 1934 года, состоявшем из 54 страниц, говорилось, что «латвийский консул работал как идейный руководитель конттреволюционных сил в западном округе Белорусской ССР с центром в Смоленске». НКИД СССР объявил Г. Пунгу персоной нон грата и в ноябре 1930 года латвийскому МИДу пришлось освободить его от обязанностей. В 1932 г. консульство в Витебске было закрыто совсем.
В 1932—1933 годах уполномоченный ОГПУ по Белорусской ССР Л. Заковский (Штубис) провёл разбирательства по ряду сфабрикованных дел, в том числе среди национальных меньшинств. Так, в спецсообщении Г. Ягоды И. Сталину от 26 марта 1933 г. упомянуто о раскрытии массовой латышской контрреволюционной националистической организации в Лиозненском районе, которую создали граждане Калнин и Цалит, участники восстания 1923 г. По этому делу было арестовано 3492 человека, из которых 445 относились к 13 контрреволюционным организациям, 203 — к 16 шпионским резидентурам, 2844 проходили по делу по признакам повстанческой деятельности. В той же записке сообщается, что в БССР раскрыто две резидентуры на участке 12-го погранотряда.

## Национальные операции НКВД
Уже с начала 1920-х годов СССР находился в ожидании большой войны и новой иностранной интервенции. В таких условиях к концу 1930-х годов согласно механизму коллективной ответственности под подозрения подпали вообще все поголовно лица «иностранных» для СССР национальностей, которые воспринимались, как база для шпионской и диверсионной деятельности иностранных разведок и как среда, потенциально нелояльная советскому режиму. Сотрудники НКВД начали целенаправленный поиск шпионов и «вредителей» среди представителей западных нацменьшинств задолго до Большого террора (1937—1938), ещё в 1934 году.
Подозрения в отношении этнических меньшинств, имевших собственные национальные государства и представлявших «буржуазно-фашистские» нации — поляки, немцы, финны, латыши и т. д. — привели к тому, что они стали главными жертвами «национальных операций» 1937—1938 гг., полагает В.Дённингхаус.

## «Латышский национальный центр»
Инициатива разработки дела принадлежала лично наркому внутренних дел Николаю Ежову, который в докладе от 21 января 1937 г. на имя И. В. Сталина сообщил: «Главным управлением государственной безопасности НКВД вскрыта и в настоящее время ликвидируется латышская контрреволюционная троцкистская организация. В состав организации входили члены Латвийской компартии и политэмигранты, прибывшие нелегально в СССР по каналам Коминтерна и МОПРа». В этот период ещё не было речи о военных, входивших в эту организацию.
Однако арестованный на Дальнем Востоке орденоносец комкор Альберт Лапин после применения к нему пыток на допросах дал показания на других высокопоставленных командиров как на участников антисоветского заговора в РККА, в том числе на Яна Гайлита, а тот в своих признаниях назвал ряд других соотечественников, в том числе Роберта Эйдемана, Яна Берзина, Якова Алксниса.
В ноябре 1937 года начальник УНКВД по Смоленской области Алексей Наседкин доложил Ежову о существовании некоего «Латышского национального центра», представляющего собой разветвлённую организацию, имеющую своих представителей в латышской секции Коминтерна, латышском обществе «Прометей» и других обществах. Он предложил в своей области арестовать 500 человек, исходя из имевшихся данных оперативного учёта на 5 000 человек. Ежов ответил: «Чепуха, я согласую с ЦК ВКП(б), и надо будет пустить кровь латышам — арестуйте не менее 1500—2000 человек, они все националисты».
30 ноября за подписью Ежова была разослана шифротелеграмма НКВД СССР № 49990 «О проведении операции по репрессированию латышей». Этот приказ Ежова был одним из семи аналогичных приказов, подписанных в период с июля по декабрь 1937 года, а «модельным» для всех последующих «национальных» операций стал приказ № 00485 («польская» операция).
В телеграмме говорилось о раскрытии в Москве и ряде областей «крупных шпионско-диверсионных и националистически-контрреволюционных организаций латышей, созданных латвийской разведкой и связанных с разведками других стран» и предписывалось «3 декабря 1937 года одновременно во всех республиках, краях и областях произвести аресты всех латышей, подозреваемых в шпионаже, диверсии, антисоветской националистической работе».
Аресту подлежало восемь категорий лиц:
1. находившиеся на оперативном учёте и разрабатываемые;
2. политэмигранты из Латвии, прибывшие в СССР после 1920 г.;
3. перебежчики;
4. руководители, члены правлений и сотрудники местных филиалов общества «Прометей» и латышских клубов;
5. руководители и члены бюро местных отделений общества латышских стрелков при Осоавиахиме;
6. бывшие руководители и члены правлений бывших акционерных обществ «Продукт» и «Лесопродукт»;
7. латвийские подданные, за исключением сотрудников диппредставительств;
8. латыши, прибывшие в СССР в качестве туристов и осевшие в СССР.

В ходе операции требовалось обеспечить тщательную «очистку» от латышей оборонных предприятий, транспорта, секретных учреждений, зон особого режима и запретных зон.
Ежов в сводке о ходе репрессий против военных от 31 марта 1938 г. докладывал Сталину, что Гайлит сознался в том, что он является участником антисоветского военно-фашистского заговора и латышской националистической организации: «ГАЙЛИТ показал, что в 1933 году ЭЙДЕМАН рассказал ему о существовании в Москве латышской националистической организации, возглавляемой РУДЗУТАКОМ, и что в этой организации имеется военный центр «военка», руководимый ЭЙДЕМАНОМ, АЛКСНИСОМ и БЕРЗИНЫМ, а на местах имеются уполномоченные "военки''. В задачу латышской организации входит оказание всемерной помощи фашистской Латвии, расширение её границ за счет СССР, содействие поражению СССР в войне с Германией. <...> ГАЙЛИТ, будучи уполномоченным "военки" латышской организации по СибВО, провел большую работу по вербовке латышей в латышскую националистическую организацию».
23 марта 1938 г. Политбюро ЦК ВКП(б) официально распорядилось «очистить» все отрасли оборонной промышленности от представителей нацменьшинств Запада.
Первыми подверглись аресту латыши, служившие в НКВД БССР, затем стали поступать запросы  руководителей управлений госбезопасности с мест лично к Ежову о дальнейшей судьбе подчинённых-латышей.
За период с 5 января по 20 июля 1938 г. в рамках «латышской операции» были арестованы 23 539 латышей. В ходе 15 расстрельных акций высшая мера наказания была применена в отношении 3 680 человек.
«В „национальных операциях“ 1937—1938 гг. впервые в советской истории поводом для репрессий служило не классовое, социальное или политическое прошлое осужденных, а так называемая связь с заграницей. Национальный статус без колебаний перевесил социальный», — заключает Виктор Дённингхаус.

## Известные фигуранты
- Яков Алкснис (расстрелян в 1938 году) — организатор ВВС СССР, как член Специального судебного присутствия был причастен к репрессиям в армии.
- Ян Берзин (наст. имя — Петерис Кюзис, расстрелян в 1938 году) — один из создателей и руководитель советской военной разведки, армейский комиссар 2-го ранга.
- Ян Гайлит (расстрелян в 1938 году) — военный деятель, комкор.
- Леонид Заковский (наст. имя — Генрих Штубис, расстрелян в 1938 году), — организатор массовых репрессий в Западной Сибири, Белоруссии, Ленинграде. 19 января 1938 г. назначен первым заместителем народного комиссара внутренних дел СССР и начальником УНКВД СССР по Московской области. На два месяца, когда он находился в этой должности, пришёлся пик репрессий в Москве по «латышской операции» и пик расстрелов на Бутовском полигоне. Арестован в ходе той же операции, расстрелян в ходе чистки в НКВД[1].
- Валерий Межлаук (расстрелян в 1938 году) — один из главных теоретиков и организаторов системы советского планирования и распределения, автор книги «О плановой работе и мерах её улучшения». Под его руководством проводилась индустриализация в СССР[13].
- Яков Петерс (расстрелян в 1938 году) — член ВЧК, организатор Красного террора.
- Эдуард Прамнэк (Прамниекс, расстрелян в 1938 году) — первый секретарь Донецкого областного комитета компартии Украины, член особой тройки НКВД.
- Владимир Стырне (расстрелян в 1937 году) — чекист, ближайший сподвижник Якова Петерса.
- Карл Тенисон (умер в тюрьме в 1938 году) — чекист, сделавший карьеру после знакомства с Леонидом Заковским, в 1935 г. назначен главой Управления НКВД по Карельской АССР, в феврале 1937 г.  — наркомом внутренних дел Карельской АССР,  членом республиканской «тройки» по проверке антисоветского элемента по Карельской АССР. На 28 заседаниях этого внесудебного органа Карельской АССР подписал более 4000 приговоров[1].
- Роберт Эйдеман (расстрелян в 1937 году) — военный деятель, комкор.
- Роберт Эйхе (расстрелян в 1940 году) — первый секретарь Западно-Сибирского крайкома ВКП (б), организатор индустриализации и коллективизации в крае, исполнитель массовых репрессий и член «тройки» НКВД.
  - Генрих Эйхе, брат Роберта Эйхе, арестованный по мотивам родства и приговорённый к каторге (умер в 1968 году)